# 近藤要
近藤 要（こんどう かなめ、1913年7月8日 - 2001年2月6日）は、日本の経営者。岐阜県出身。

## 経歴
1938年に東京帝国大学経済学部商業学科を卒業し、同年に日産火災海上保険に入社。1962年に取締役に就任し、1966年に常務、1971年に専務を経て、1974年に副社長に就任し、1977年4月には社長に昇格。1978年11月に取締役相談役を経て、1979年1月に相談役に就任。
1978年11月に藍綬褒章を受章。
2001年2月6日心筋梗塞のために死去。87歳没。